# Junior Eurovision Song Contest 2022
Der 20. Junior Eurovision Song Contest fand am 11. Dezember 2022 in Jerewan, Armenien statt. Der Wettbewerb wird von der European Broadcasting Union (EBU) und ARMTV organisiert. Die Veranstaltung fand zum zweiten Mal in Armenien statt, nachdem das Land den JESC 2021 mit der Sängerin Maléna und ihrem Titel Qami Qami gewann. Lissandro gewann mit seinem Lied Oh Maman! den Wettbewerb für Frankreich.

## Austragungsort

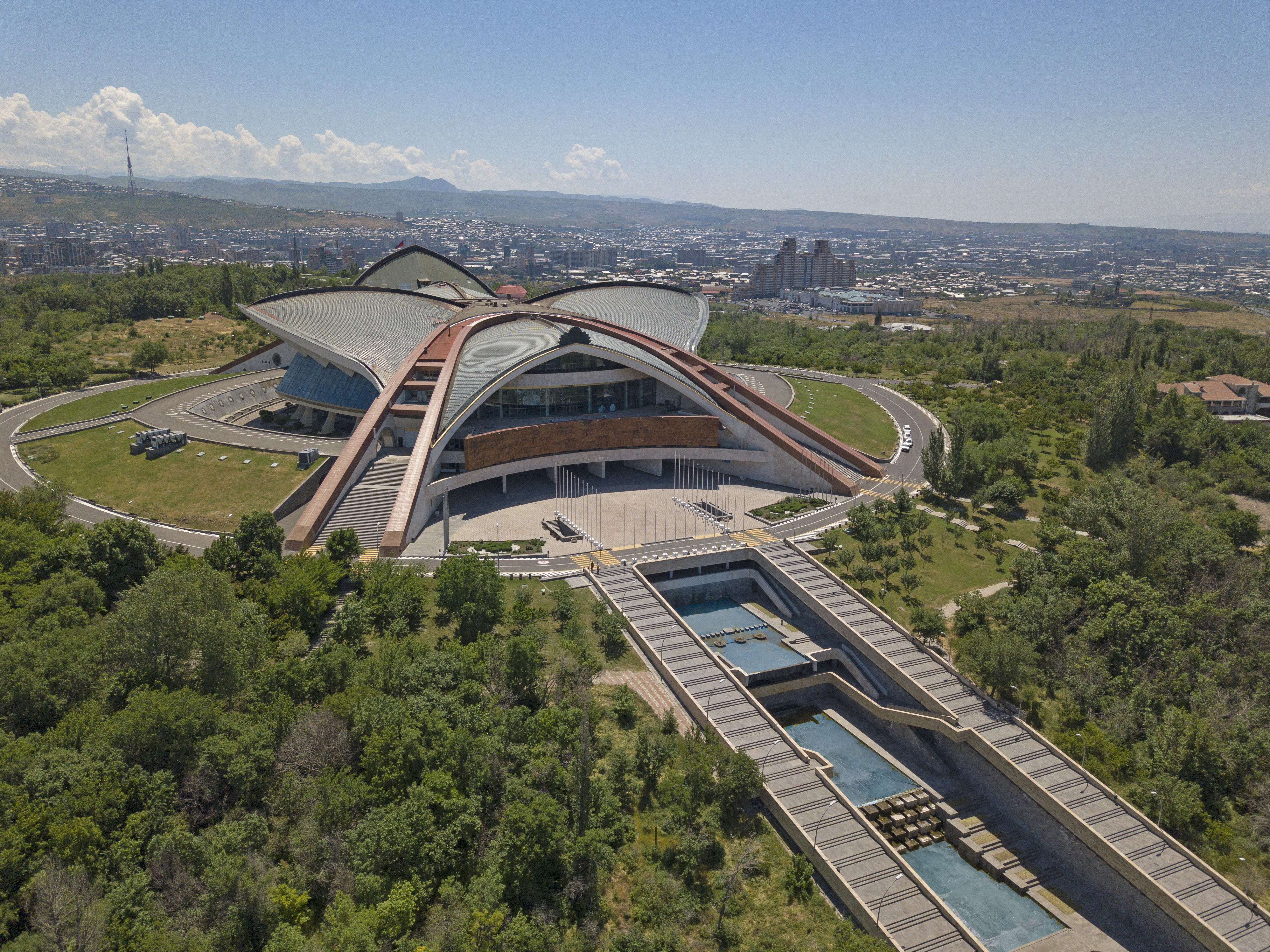
Karen Demirtschjan Complex, Austragungsort des Junior Eurovision Song Contests 2022

Am 21. Dezember 2021 gab die EBU bekannt, dass der Wettbewerb 2022 in Armenien stattfinden wird, nachdem das Land den Wettbewerb 2021 am 19. Dezember 2021 gewonnen hatte.
ARMTV war für die Ausrichtung zuständig, es handelte sich um die erste Austragung eines Eurovision-Events in Armenien seit dem Junior Eurovision Song Contest 2011 in Jerewan.
Am 13. Februar 2022 begannen die Vorbereitungen für den Wettbewerb mit Mitgliedern der EBU in Jerewan. Während des Besuchs in Armenien besuchten die Delegation der EBU und Mitglieder von ARMTV potenzielle Austragungsorte für den JESC 2022, wie den Karen Demirtschjan Complex in Jerewan.
Am 17. Februar 2022 kündigte der armenische Premierminister, Nikol Pashinyan, während einer Kabinettssitzung der Regierung an, dass der Wettbewerb im Karen Demirtschjan Complex in Jerewan stattfinden wird. Pashinyan erwähnte auch, dass die Regierung dem Veranstaltungsort Mittel zur Vorbereitung der Veranstaltung bereitgestellt habe.
Am 6. April 2022 bestätigte die EBU offiziell, dass der Wettbewerb im Karen Demirtschjan Complex in Jerewan stattfinden wird. Außerdem wurde bekanntgegeben, dass der Wettbewerb am 11. Dezember 2022 stattfinden wird.
Es war das insgesamt neunte Mal und das vierte Mal hintereinander, dass der Wettbewerb vom Siegerland des Vorjahres ausgerichtet wurde. Außerdem war es das dritte Mal in Folge, dass der Wettbewerb in der Hauptstadt eines Landes stattfand.

## Format

### Moderation
Am 28. Oktober 2022 gab der austragende Sender ARMTV bekannt, dass der Wettbewerb von drei Moderatoren moderiert wird, welche im November 2022 bekanntgegeben werden sollten. Am 18. November 2022 gab der Sender bekannt, dass die Sängerinnen Karina Ignatyan, die Armenien beim Junior Eurovision Song Contest 2019 vertreten hat, und Iveta Mukuchyan, die Armenien beim Eurovision Song Contest 2016 vertreten hat, zusammen mit dem Songwriter, Schauspieler, Comedian und Autor Garik Papoyan, der die Lieder Not Alone und Walking Out für Armenien beim Eurovision Song Contest 2014 und 2019 geschrieben hat, die Show in Jerewan moderieren werden. Am 1. Dezember 2022 gab der Sender außerdem noch bekannt, dass mit dem Roboter Robin eine künstliche Intelligenz als vierter Moderator fungieren wird. Es war das erste Mal in der Geschichte des Eurovision, dass eine Show von einer künstlichen Intelligenz moderiert wurde.

### Theme Art und Motto
Das Theme Art und das Motto, Spin The Magic, für den Wettbewerb wurden am 26. September 2022 enthüllt. Das Theme Art zeigt einen Kreisel im armenischen Stil als Hauptmotiv, welcher die Menschen rund um den JESC 2022 durch Magie, Musik und Spaß verbinden und persönliche Erinnerungen an dieses beliebte Spielzeug hervorbringen soll. Außerdem sollte er gleichzeitig die Einzigartigkeit der teilnehmenden Interpreten ausdrücken und die Neonlichter verleihen dem Kreisel ein modernes Flair und stehen symbolisch für das moderne Armenien.
ARMTV gab außerdem bekannt, dass sich die Bekanntgabe des Theme Arts, sowie des Mottos, aufgrund der Konflikte zwischen Armenien und Aserbaidschan im September 2022 verzögerte.

### Eröffnungszeremonie
Am 28. Oktober 2022 gab ARMTV bekannt, dass die Eröffnungszeremonie des Wettbewerbs am 5. Dezember 2022 in Jerewan stattfinden wird. Während dieser Zeremonie wurden die Startnummer 1 und 16, sowie die Startnummer Armeniens, ausgelost. Außerdem schalteten alle Teilnehmer gemeinsam die Weihnachtsbaumbeleuchtung auf dem Platz der Republik in Jerewan an, welche normalerweise erst am 25. Dezember angeschaltet wird, was aber auf Grund des Junior Eurovision Song Contest vorgezogen wurde. Die Zeremonie wurde von der Sängerin Dalita Avanesyan, welche Armenien beim Junior Eurovision Song Contest 2011 vertreten hat, dem Fernseh- und Radiomoderator Hamlet Arakelyan und dem Sänger Aram Mp3, der Armenien beim Eurovision Song Contest 2014 vertreten hat, moderiert. Die Moderatoren Dalita und Hamlet losten aus, dass die Niederlande die Show eröffnen wird und die Ukraine als letztes auftreten wird. Armenien hatte die Startnummer 15 zugelost bekommen. Außerdem traten vor dem Anschalten der Weihnachtsbaumbeleuchtung Schauspieler mit Ausschnitten aus einem armenischen Weihnachtsmusical auf. Während der Eröffnungszeremonie traten auch einige Sieger aus vergangenen Editionen und ehemalige Vertreter Armeniens beim JESC auf:
| Teilnahmejahr | Land        | Interpret           | Lied                            |
| ------------- | ----------- | ------------------- | ------------------------------- |
| 2007          | Armenien    | Arevik              | Erazanq                         |
| 2008          | Georgien    | Bzikebi             | Bzz…                            |
| 2009          | Niederlande | Ralf Mackenbach     | Click Clack                     |
| 2010          | Armenien    | Vladimir Arzumanyan | Mama                            |
| 2011          | Armenien    | Dalita              | Welcome To Armenia              |
| 2011          | Georgien    | CANDY               | Candy Music                     |
| 2012          | Armenien    | Compass Band        | Sweetie Baby                    |
| 2013          | Armenien    | Monika              | Choco Factory                   |
| 2013          | Malta       | Gaia Cauchi         | The Start                       |
| 2014          | Italien     | Vincenzo Cantiello  | Tu Primo Grande Amore           |
| 2016          | Armenien    | Anahit & Mary       | Tarber                          |
| 2016          | Georgien    | Mariam Mamadashvili | Mzeo                            |
| 2017          | Armenien    | Misha               | Boomerang                       |
| 2018          | Armenien    | L.E.V.O.N           | L.E.V.O.N                       |
| 2019          | Armenien    | Karina Ignatyan     | Colours Of Your Dream           |
| 2019          | Polen       | Viki Gabor          | Superhero                       |
| 2020          | Frankreich  | Valentina           | J'imagine                       |
| 2020          | Frankreich  | Valentina           | All I Want For Christmas Is You |
| 2021          | Armenien    | Maléna              | Qami Qami                       |

### Sieger vergangener Editionen
Am 28. Oktober 2022 gab der armenische ARMTV bekannt, dass der Sender alle Sieger der vergangenen Editionen zum Wettbewerb in Jerewan eingeladen hat. Ob und wie die Sieger in der Show zu sein werden verriet der Sender zu diesem Zeitpunkt nicht. Der Sender gab außerdem bekannt, dass man mit einigen Siegern noch im Austausch stehe, weil einige nicht die Möglichkeit hatten nach Jerewan zu reisen. Des Weiteren hatte sich der Sender nicht dazu geäußert, ob die Sieger aus Russland und Belarus vor Ort sein werden, da beide Länder keinen Sender mit einer Mitgliedschaft in der EBU haben. Am 29. November 2022 wurde bekanntgegeben, dass der Kinderchor der Diözese Tavush die Lieder der Sieger singen wird, die nicht anreisen können. Am 2. Dezember 2022 gab der Sender bekannt, dass insgesamt 11 Sieger während des Pausenfüllers auftreten werden. Am 8. Dezember gab ARMTV bekannt, dass sie nun auch die Sieger aus Belarus und Russland zum Wettbewerb eingeladen haben. Die Sieger aus beiden Ländern sind jedoch nicht nach Jerewan gereist.
| Siegerjahr                          | Siegerland                    | Sieger                        | Siegerlied                    | Bemerkung |
| Sieger, die teilnehmen werden       | Sieger, die teilnehmen werden | Sieger, die teilnehmen werden | Sieger, die teilnehmen werden | Sieger, die teilnehmen werden |
| ----------------------------------- | ----------------------------- | ----------------------------- | ----------------------------- | --- |
| 2008                                | Georgien                      | Bzikebi                       | Bzz…                          | |
| 2009                                | Niederlande                   | Ralf Mackenbach               | Click Clack                   | |
| 2010                                | Armenien                      | Vladimir Arzumanyan           | Mama                          | |
| 2011                                | Georgien                      | CANDY                         | Candy Music                   | |
| 2013                                | Malta                         | Gaia Cauchi                   | The Start                     | |
| 2014                                | Italien                       | Vincenzo Cantiello            | Tu Primo Grande Amore         | |
| 2015                                | Malta                         | Destiny Chukunyere            | Not My Soul                   | |
| 2016                                | Georgien                      | Mariam Mamadashvili           | Mzeo                          | |
| 2019                                | Polen                         | Viki Gabor                    | Superhero                     | |
| 2020                                | Frankreich                    | Valentina                     | J'imagine                     | |
| 2021                                | Armenien                      | Maléna                        | Qami Qami                     | |
| Sieger, die nicht teilnehmen werden |                               |                               |                               | |
| 2003                                | Kroatien                      | Dino Jelusić                  | Ti Si Moja Prva Ljubav        | Am 2. November 2022 äußerte sich Dino Jelusić gegenüber Eurovision Insider, dass er nicht nach Jerewan reisen werde. |
| 2004                                | Spanien                       | María Isabel                  | Antes Muerta Que Sencilla     | Am 31. Oktober 2022 gab María Isabel über Twitter bekannt, dass sie auf Grund ihrer Schwangerschaft nicht nach Jerewan reisen werde. |
| 2005                                | Belarus                       | Ksenia Sitnik                 | My Vmeste                     | Am 29. November 2022 wurde durch Eurovoix bekannt, dass Ksenia Sitnik nicht in Jerewan auftreten werde. Sie erhielt jedoch am 8. Dezember 2022 nachfolgend eine Einladung zum Wettbewerb. Sitnik war letztendlich nicht in Jerewan zu Gast und ihr Lied wurde vom Kinderchor gesungen.                                                               |
| 2006                                | Russland                      | The Tolmachevy Twins          | Vesenniy Jazz                 | Am 31. Oktober 2022 erklärten The Tolmachevy Twins gegenüber Eurovision Insider, dass sie keine Einladung zum Wettbewerb in Jerewan erhalten haben. Sie erhielten jedoch am 8. Dezember 2022 nachfolgend eine Einladung zum Wettbewerb. The Tolmachevy Twins waren letztendlich nicht in Jerewan zu Gast und ihr Lied wurde vom Kinderchor gesungen. |
| 2007                                | Belarus                       | Alexey Zhigalkovich           | S Druz'yami                   | Am 29. November 2022 wurde durch Eurovoix bekannt, dass Alexey Zhigalkovich nicht in Jerewan auftreten werde. Er erhielt jedoch am 8. Dezember 2022 nachfolgend eine Einladung zum Wettbewerb. Zhigalkovich war letztendlich nicht in Jerewan zu Gast und sein Lied wurde vom Kinderchor gesungen.                                                   |
| 2012                                | Ukraine                       | Anastasiya Petryk             | Nebo                          | Am 2. November 2022 gab Anastasiya Petryk gegenüber Eurovision Insider bekannt, dass sich ihre Dokumente, nachdem sie die Ukraine verlassen hatte, im Registrierungsprozess befinden und sie auf Grund dessen nicht weiß, ob sie nach Jerewan reisen kann. Am 2. Dezember 2022 wurde bekannt, dass sie nicht in Jerewan auftreten wird.              |
| 2017                                | Russland                      | Polina Bogusevich             | Wings                         | Am 31. Oktober 2022 erklärte Polina Bogusevich gegenüber Eurovision Insider, dass sie keine Einladung zum Wettbewerb erhalten habe. Sie erhielt jedoch am 8. Dezember 2022 nachfolgend eine Einladung zum Wettbewerb. Boguesvich war letztendlich nicht in Jerewan zu Gast und ihr Lied wurde vom Kinderchor gesungen.                               |
| 2018                                | Polen                         | Roksana Węgiel                | Anyone I Want To Be           | Am 1. Dezember 2022 gab Roksana Węgiel bekannt, dass sie auf Grund von Terminen, die schon vor dem Erhalt der Einladung zum JESC 2022 festgelegt wurden und welche sie wahrnehmen muss, nicht nach Jerewan reisen kann. |

## Teilnehmer

Länder, die 2022 teilgenommen haben
Länder, die in der Vergangenheit teilgenommen haben, jedoch nicht 2022

### Länder
Am 26. September 2022 wurde bekanntgegeben, dass 16 Länder am Junior Eurovision Song Contest 2022 teilnehmen werden.
Russland nahm zum ersten Mal seit 2005 nicht am Wettbewerb teil, da die russischen Sender die EBU ihrerseits verlassen hatten. Außerdem wurden die Sender aus der EBU ausgeschlossen. Deutschland hingegen zog sich zum ersten Mal seit seinem Debüt 2020 vom Wettbewerb zurück, da eine Reisewarnung für das Gastgeberland Armenien bestand und der Sender eine „Kreativpause“ einlegen wollte. Das Vereinigte Königreich nahm zum ersten Mal seit 2005 wieder am Wettbewerb teil. Aserbaidschan und Bulgarien zogen sich nach einjähriger Teilnahme wieder vom Wettbewerb zurück.

### Nationale Vorentscheidungen
| Land                   | Vorentscheidung                           |
| ---------------------- | ----------------------------------------- |
| Albanien               | Junior Fest 2022                          |
| Armenien (Gastgeber)   | interne Auswahl                           |
| Frankreich             | interne Auswahl                           |
| Georgien               | Interpret: Ranina 2022                    |
| Georgien               | Lied: interne Auswahl                     |
| Irland                 | Interpret: Junior Eurovision Éire 2022    |
| Irland                 | Lied: interne Auswahl                     |
| Italien                | interne Auswahl                           |
| Kasachstan             | interne Auswahl                           |
| Malta                  | Malta Junior Eurovision Song Contest 2022 |
| Niederlande            | Junior Songfestival 2022                  |
| Nordmazedonien         | interne Auswahl                           |
| Polen                  | Szansa Na Sukces – Eurowizja Junior 2022  |
| Portugal               | interne Auswahl                           |
| Serbien                | interne Auswahl                           |
| Spanien                | interne Auswahl                           |
| Ukraine                | nationaler Vorentscheid                   |
| Vereinigtes Königreich | interne Auswahl                           |

## Finale
Das Finale fand am 11. Dezember 2022 im Karen Demirtschjan Complex in Jerewan statt. Lissandro gewann mit seinem Lied Oh Maman! den Wettbewerb für Frankreich.
| Platz | Startnr. | Land                   | Interpret                | Lied Musik (M) und Text (T)                                                               | Sprache                               | Übersetzung (inoffiziell) | Punkte | Punkte    | Punkte |
| Platz | Startnr. | Land                   | Interpret                | Lied Musik (M) und Text (T)                                                               | Sprache                               | Übersetzung (inoffiziell) | Jury   | Zuschauer | Gesamt |
| ----- | -------- | ---------------------- | ------------------------ | ----------------------------------------------------------------------------------------- | ------------------------------------- | ------------------------- | ------ | --------- | ------ |
| 1.    | 6        | Frankreich             | Lissandro                | Oh Maman! M/T: Frédéric Château, Barbara Pravi                                            | Französisch, Englisch                 | Oh Mama!                  | 132    | 71        | 203    |
| 2.    | 15       | Armenien (Gastgeber)   | Nare                     | Dance! M/T: Nick Egibyan, Grigor Kyokchyan                                                | Armenisch, Englisch                   | Tanz!                     | 110    | 70        | 180    |
| 3.    | 8        | Georgien               | Mariam Bigvava           | I Believe M/T: Beni Kdagidze, Iru Chetschanowi, Giorgi Kukhianidze                        | Georgisch, Englisch                   | Ich glaube                | 114    | 47        | 161    |
| 4.    | 9        | Irland                 | Sophie Lennon            | Solas M/T: Hannah Featherstone, Jonas Gladnikoff, MaJiKer, Ken McHugh, Niall Mooney       | Irisch                                | Licht                     | 88     | 62        | 150    |
| 5.    | 12       | Vereinigtes Königreich | Freya Skye               | Lose My Head M/T: Amber Van Day, Deepend, Jack Hawitt                                     | Englisch                              | Verliere meinen Kopf      | 66     | 80        | 146    |
| 6.    | 11       | Spanien                | Carlos Higes             | Señorita M/T: Michael James Down, Primoz Poglajen, Will Taylor                            | Spanisch, Englisch                    | Frau                      | 59     | 78        | 137    |
| 7.    | 1        | Niederlande            | Luna                     | La Festa M/T: Robert Dorn                                                                 | Niederländisch, Englisch, Italienisch | Das Fest                  | 58     | 70        | 128    |
| 8.    | 13       | Portugal               | Nicolas Alves            | Anos 70 M/T: Agir, Carolina Deslandes                                                     | Portugiesisch                         | 70er Jahre                | 51     | 70        | 121    |
| 9.    | 16       | Ukraine                | Zlata Dziunka            | Nezlamna M/T: Zlata Dziunka, ILLARIA                                                      | Ukrainisch, Englisch                  | Unzerbrechlich            | 47     | 64        | 111    |
| 10.   | 2        | Polen                  | Laura                    | To The Moon M/T: Jakub Krupski, Monika Wydrzynska                                         | Polnisch, Englisch                    | Zum Mond                  | 42     | 53        | 95     |
| 11.   | 5        | Italien                | Chanel Dilecta           | Bla Bla Bla M/T: Marco Iardella, Fabrizio Palaferri, Angela Senatore, Carmine Spera       | Italienisch, Englisch                 | –                         | 42     | 53        | 95     |
| 12.   | 7        | Albanien               | Kejtlin Gjata            | Pakëz Diell M/T: Kejtlin Gjata, Endri Muça                                                | Albanisch                             | Ein bisschen Sonnenlicht  | 51     | 43        | 94     |
| 13.   | 14       | Serbien                | Katarina Savić           | Svet Bez Granica M/T: Ivana Dragićević                                                    | Serbisch                              | Welt ohne Grenzen         | 41     | 51        | 92     |
| 14.   | 10       | Nordmazedonien         | Lara feat. Jovan & Irina | Životot E Pred Mene M/T: Darko Dimitrov, Lara Trpcheska, Jovan Trpcheski, Simon Trpcheski | Mazedonisch, Englisch                 | Mein Leben liegt vor mir  | 12     | 42        | 54     |
| 15.   | 3        | Kasachstan             | David Charlin            | Jer-Ana M/T: Jordan Arakelyan, Serzhan Bakhitzhan, Khamit Shangaliyev                     | Kasachisch, Englisch                  | Mutter Erde               | 5      | 42        | 47     |
| 16.   | 4        | Malta                  | Gaia Gambuzza            | Diamonds In The Skies M/T: Matthew James                                                  | Englisch                              | Diamanten am Himmel       | 10     | 33        | 43     |

### Statistik der Zwölf-Punkte-Vergabe (Jury)
| Anzahl | Land                   | erhalten von                                    |
| ------ | ---------------------- | ----------------------------------------------- |
| 4      | Armenien               | Frankreich, Kasachstan, Nordmazedonien, Spanien |
| 4      | Frankreich             | Irland, Italien, Niederlande, Portugal          |
| 2      | Georgien               | Armenien, Polen                                 |
| 2      | Irland                 | Malta, Serbien                                  |
| 2      | Italien                | Albanien, Georgien                              |
| 1      | Spanien                | Vereinigtes Königreich                          |
| 1      | Vereinigtes Königreich | Ukraine                                         |

### Punktetafel
In der folgenden Tabelle sind die Punkte der Jury dargestellt. Die Länder werden nach der Startreihenfolge sortiert. Das gelb unterlegte Land zeigt den ersten Platz und damit den Sieger.
| Land                   | Punkte | NL | PL | KZ | MT | IT | FR | AL | GE | IE | MK | ES | UK | PT | RS | AM | UA | Votings |
| ---------------------- | ------ | -- | -- | -- | -- | -- | -- | -- | -- | -- | -- | -- | -- | -- | -- | -- | -- | ------- |
| Niederlande            | 58     | –  | –  | 3  | 8  | –  | 3  | 7  | –  | 4  | 3  | 8  | 7  | –  | 6  | 6  | 3  | 11      |
| Polen                  | 42     | 2  | –  | –  | 5  | 5  | –  | 8  | –  | 3  | 4  | 2  | –  | –  | –  | 7  | 6  | 9       |
| Kasachstan             | 5      | –  | –  | –  | –  | 4  | 1  | –  | –  | –  | –  | –  | –  | –  | –  | –  | –  | 2       |
| Malta                  | 10     | –  | –  | –  | –  | –  | –  | 1  | –  | –  | –  | 5  | –  | –  | –  | 3  | 1  | 4       |
| Italien                | 42     | –  | –  | 4  | 2  | –  | 2  | 12 | 12 | –  | –  | –  | –  | 6  | 3  | 1  | –  | 8       |
| Frankreich             | 132    | 12 | 5  | 8  | –  | 12 | –  | 10 | 10 | 12 | 10 | 6  | 10 | 12 | 10 | 10 | 5  | 14      |
| Albanien               | 51     | –  | 6  | 6  | 7  | 3  | 8  | –  | 4  | 7  | –  | –  | 4  | 1  | 5  | –  | –  | 10      |
| Georgien               | 114    | 8  | 12 | 7  | 6  | 10 | 5  | 2  | –  | 2  | 8  | 10 | 5  | 10 | 7  | 12 | 10 | 15      |
| Irland                 | 88     | 7  | 10 | –  | 12 | 6  | 10 | –  | 2  | –  | 7  | 3  | 6  | 4  | 12 | 2  | 7  | 13      |
| Nordmazedonien         | 12     | 1  | –  | –  | –  | –  | –  | –  | –  | 5  | –  | –  | –  | –  | 4  | –  | 2  | 4       |
| Spanien                | 59     | 3  | 1  | 2  | 10 | 1  | 4  | 4  | 1  | 1  | 5  | –  | 12 | 2  | 1  | 8  | 4  | 15      |
| Vereinigtes Königreich | 66     | 6  | 3  | 1  | 1  | 8  | 7  | 6  | 8  | –  | 2  | 4  | –  | 3  | –  | 5  | 12 | 13      |
| Portugal               | 51     | 4  | 4  | 5  | –  | 7  | 6  | –  | 7  | –  | 6  | 7  | 1  | –  | –  | 4  | –  | 10      |
| Serbien                | 41     | 10 | 8  | –  | –  | 2  | –  | –  | 3  | 8  | 1  | 1  | 3  | 5  | –  | –  | –  | 9       |
| Armenien               | 110    | 5  | 2  | 12 | 4  | –  | 12 | 5  | 5  | 10 | 12 | 12 | 8  | 7  | 8  | –  | 8  | 14      |
| Ukraine                | 47     | –  | 7  | 10 | 3  | –  | –  | 3  | 6  | 6  | –  | –  | 2  | 8  | 2  | –  | –  | 9       |

### Punktesprecher
Die Punktesprecher geben die Ergebnisse der Juryabstimmung ihrer Länder bekannt. Länder, die keinen Punktesprecher mitbringen, bekommen einen Punktesprecher vom austragenden Sender zur Verfügung gestellt, wie in diesem Jahr bei Albanien und Nordmazedonien. Zwei ehemalige Sieger des Junior Eurovision Song Contest, deren Heimatland keinen Punktesprecher mehr benötigte, gaben die Punkte der beiden Länder bekannt.
| Nr. | Land                   | Punktesprecher      | Anmerkungen                                                                                 |
| --- | ---------------------- | ------------------- | ------------------------------------------------------------------------------------------- |
| 1   | Niederlande            | Ralf Mackenbach     | Sieger des Junior Eurovision Song Contest 2009                                              |
| 2   | Polen                  | Viki Gabor          | Siegerin des Junior Eurovision Song Contest 2019                                            |
| 3   | Kasachstan             | Hallash             |                                                                                             |
| 4   | Malta                  | Gaia Cauchi         | Siegerin des Junior Eurovision Song Contest 2013                                            |
| 5   | Italien                | Vincenzo Cantiello  | Sieger des Junior Eurovision Song Contest 2014                                              |
| 6   | Frankreich             | Valentina           | Siegerin des Junior Eurovision Song Contest 2020                                            |
| 7   | Albanien               | Mariam Gvaladze     | Siegerin des Junior Eurovision Song Contest 2011 für Georgien als Mitglied der Gruppe CANDY |
| 8   | Georgien               | Niko Kajaia         | Teilnehmer für Georgien 2021                                                                |
| 9   | Irland                 | Holly Lennon        | Schwester der irischen Teilnehmerin                                                         |
| 10  | Nordmazedonien         | Mariam Mamadashvili | Siegerin des Junior Eurovision Song Contest 2016 für Georgien                               |
| 11  | Spanien                | Juan Diego          | Backgroundtänzer für Spanien 2021 und 2022                                                  |
| 12  | Vereinigtes Königreich | Tabitha Joy         |                                                                                             |
| 13  | Portugal               | Emily Alves         | Schwester des portugiesischen Teilnehmers                                                   |
| 14  | Serbien                | Petar Aničić        | Teilnehmer für Serbien 2020                                                                 |
| 15  | Armenien               | Maléna              | Siegerin des Junior Eurovision Song Contest 2021                                            |
| 16  | Ukraine                | Mykola Oliinyk      | Mitglied der ukrainisch-armenischen Community in Jerewan                                    |

## Absagen

### Absagen und daher keine Rückkehr zum JESC
| Land          | Grund und Bemerkung | letzte Teilnahme |
| ------------- | --- | ---------------- |
| Aserbaidschan | Am 14. Januar 2022 erklärte Eldar Rasulov, ein Mitglied der aserbaidschanischen Delegation, dass das Land unabhängig vom Austragungsort teilnehmen muss. Dies war eine Reaktion auf Gerüchte, dass das Land sich auf Grund des bevorstehenden Wettbewerbs in Armenien zurückziehen würde. Am 7. April 2022 wurde bekannt, dass Aserbaidschan und Armenien unter Aufsicht der EU einen Friedensvertrag aushandeln würden. Am 2. August 2022 gab der Leiter der Abteilung für Öffentlichkeitsarbeit des Senders ITV in einem Interview bekannt, dass noch keine Entscheidung über eine Teilnahme getroffen wurde und dadurch auch nicht gesagt werden konnte, ob Aserbaidschan am JESC 2022 in Armenien teilnehmen wird. Am 26. September 2022 wurde die offizielle Teilnehmerliste für den JESC 2022 bekannt gegeben, auf welcher sich Aserbaidschan jedoch nicht befand. Der Sender äußerte sich außerdem nicht zu den Gründen der Absage.                                           | 2021             |
| Australien    | Am 18. April 2022 erklärte ABC seine Nicht-Teilnahme am Wettbewerb 2022. Einen genauen Grund für die Absage nannte ABS allerdings nicht. Der zweite Sender, SBS, der für eine Teilnahme Australiens berechtigt wäre, gab allerdings am 4. August 2022 ebenfalls seine Nicht-Teilnahme am Wettbewerb bekannt. Als Grund wurde angegeben, dass sie immer nach neuen Wegen suchen, um die Zuschauer zu unterhalten und das Eurovision-Erlebnis zu verbessern, aber man plante nicht zum Wettbewerb 2022 zurückzukehren. | 2019             |
| Belgien       | Am 27. Mai 2022 gab VRT bekannt, dass der Sender nicht für Belgien am JESC 2022 teilnehmen wird. Als Grund dafür wurde genannt, dass der Kinderkanal des Senders beschlossen hat ein Konzept zu entwickeln, bei dem der Fokus auf den Teilnehmern des lokalen Wettbewerbs liegt. Außerdem sagte der Sender, dass man ohne die Teilnahme am JESC mehr Raum habe, um die Kinder in den Mittelpunkt zu stellen und um eine vielfältige Gruppe von Kindern anzuziehen. Der wallonische Sender, RTBF, der zusammen mit VRT in den Jahren 2003 und 2006 für die Teilnahme des Landes zuständig war, hatte sich nicht zu einer Teilnahme bzw. Nicht-Teilnahme geäußert. Am 30. Mai wurde durch ESCplus España bekannt, dass Belgien nicht zum JESC zurückkehren werde. | 2012             |
| Bulgarien     | Am 9. Dezember 2021 gab der bulgarische Sender BNT bekannt, dass eine Teilnahme am JESC 2022 sehr wahrscheinlich sei. Der Sender gab jedoch am 25. September 2022 über Twitter bekannt, dass Bulgarien nicht am Wettbewerb teilnimmt. Ein genauer Grund für die Absage wurde nicht genannt. | 2021             |
| Dänemark      | Am 24. Mai 2022 verkündete DR, dass das Land 2022 nicht teilnehmen werde. Als Grund wurde genannt, dass der Wettbewerb nicht mit den Werten des Senders übereinstimme. | 2005             |
| Deutschland   | Am 18. Mai 2022 wurde von mehreren ESC-News-Seiten bekanntgegeben, dass der Kinderkanal KiKA eine Teilnahme Deutschlands am JESC 2022 bestätigt habe. Am 20. Mai 2022 erklärte KiKA gegenüber Eurovoix allerdings, dass man noch nicht über eine Teilnahme entschieden habe. Am 2. August 2022 gab der NDR schließlich bekannt, dass das Land 2022 nicht am Wettbewerb teilnehmen werde. Als Grund wurde genannt, dass man eine „Kreativpause“ einlegen werde und außerdem spreche eine Reisewarnung des Auswärtigen Amtes für das Gastgeberland Armenien gegen eine Teilnahme. Die Rundfunkanstalt gab neben der Absage für den Wettbewerb 2022 jedoch bekannt, dass man zum Wettbewerb 2023 zurückkehren werde. | 2021             |
| Griechenland  | Am 24. Juni 2022 gab der griechische Sender ERT bekannt, dass Griechenland 2022 nicht zum Wettbewerb zurückkehren werde. Genaue Gründe für diese Entscheidung wurden jedoch nicht genannt. | 2008             |
| Israel        | Am 1. Juni 2022 gab IPBC bekannt, dass Israel nicht am JESC 2022 teilnehmen wird. Als Grund wurde genannt, dass der Sender sich auf den Eurovision Song Contest konzentriert. | 2018             |
| Kroatien      | Der kroatische Sender HRT äußerte sich nicht zu einer Teilnahme bzw. Nicht-Teilnahme am Wettbewerb. Am 26. September 2022 wurde die offizielle Teilnehmerliste für den JESC 2022 bekanntgegeben, auf welcher sich Kroatien nicht befand. Der Sender äußerte sich außerdem nicht zu den Gründen der Absage. | 2014             |
| Lettland      | Am 24. Mai 2022 verkündete LTV, dass das Land 2022 und an zukünftigen Editionen des Wettbewerbs nicht teilnehmen werde. Als Grund wurde genannt, dass dem Sender im Moment keine Pläne für eine mögliche Rückkehr vorliegen. | 2011             |
| Litauen       | Am 25. Mai 2022 erklärte LRT, dass Litauen 2022 nicht zum Wettbewerb zurückkehren werde. Als Grund wurde genannt, dass der Sender nicht den Plan hat am JESC teilzunehmen. | 2011             |
| Moldau        | Am 24. Mai 2022 gab TRM bekannt, dass Moldau auch 2022 nicht am Wettbewerb teilnehmen wird. Ein genauer Grund wurde nicht genannt. Eine Rückkehr zum Wettbewerb in der Zukunft wurde aber nicht ausgeschlossen. | 2013             |
| Montenegro    | Der montenegrinische Sender RTCG gab am 30. Mai 2022 bekannt, dass man nicht zum Junior Eurovision Song Contest zurückkehren werde. Als Grund wurden unter anderem fehlende finanzielle Förderungen und der Fokus auf dem Eurovision Song Contest genannt. | 2015             |
| Norwegen      | Der norwegische Sender NRK entsandte eine Delegation zum Wettbewerb 2021, um diesen zu beobachten. Der Sender hatte eng mit France Télévisions zusammengearbeitet, um zu sehen, wie sich der Wettbewerb seit der letzten Teilnahme Norwegens verändert hatte. Am 26. Mai 2022 bestätigte NRK, dass das Land 2022 nicht teilnehmen werde. Der genaue Grund wurde nicht genannt. | 2005             |
| Rumänien      | Am 1. Juni 2022 verkündete TVR, dass Rumänien 2022 nicht zum JESC zurückkehren wird. Ein Grund für die Absage wurde jedoch nicht genannt. | 2009             |
| San Marino    | Am 14. Juni 2022 gab San Marino RTV bekannt, dass das Land 2022 nicht zum Wettbewerb zurückkehren werde. Als Grund wurde genannt, dass der Sender nicht die Absicht hat an dieser Edition teilzunehmen. | 2015             |
| Schweden      | Am 21. April 2022 äußerte sich SVT, dass man zu diesem Zeitpunkt nicht am Wettbewerb 2022 teilnehmen werde. Am 3. Juni 2022 wurde dann die offizielle Absage zur Teilnahme Schwedens am JESC 2022 bekanntgegeben. Genaue Gründe wurden nicht genannt. | 2014             |
| Schweiz       | Am 30. Mai 2022 gab der deutsche Sender der Schweiz, SRF, bekannt, dass die Schweiz nicht am JESC 2022 teilnehmen werde. Ein Grund für die Absage wurde nicht genannt. Sowohl Sender der französische Sender, RTS, als auch der italienische Sender der Schweiz, RSI, hatten sich jedoch noch nicht zu einer Teilnahme geäußert. Am 31. Mai 2022 wurde allerdings durch ESCplus España bekannt, dass das Land auch 2022 nicht am Wettbewerb teilnehmen werde, da eine alleinige Teilnahme einer der Sender wirtschaftlich nicht möglich wäre. Am 6. Juni 2022 gab dann auch RSI seine Nicht-Teilnahme am Wettbewerb bekannt. Der Sender begründete seine Entscheidung damit, dass sie ein kleines Unternehmen sind und im Moment andere Prioritäten besitzen. Eine Rückkehr zum Wettbewerb in der Zukunft schloss der Sender aber nicht aus. Am 26. September 2022 wurde die offizielle Teilnehmerliste für den JESC 2022 bekanntgegeben, auf welcher sich die Schweiz nicht befand. | 2004             |
| Slowenien     | Am 24. Mai 2022 äußerte sich der slowenische Sender RTVSLO, dass die Gespräche über eine mögliche Teilnahme am Wettbewerb 2022 noch laufen würden. Am 28. Mai 2022 gab der Sender schließlich bekannt, dass Slowenien nicht zum Wettbewerb zurückkehren wird. Als Grund wurde genannt, dass der Wettbewerb nicht im Programm-Produktionsplan für 2022 stehe. | 2015             |
| Wales         | Am 4. Februar 2022 gab S4C über Twitter bekannt, dass das Land nicht am Wettbewerb 2022 teilnehmen wird. Der genaue Grund wurde nicht genannt. Des Weiteren ist eine Teilnahme nach der Bekanntgabe der BBC, dass das Vereinigte Königreich zum Wettbewerb zurückkehrt, nicht möglich, da die BBC bzw. das Vereinigte Königreich ein Vorrecht auf die Teilnahme am Wettbewerb hat. | 2019             |
| Zypern        | Am 31. Juli 2022 gab CyBC gegenüber Eurofestivales bekannt, dass Zypern 2022 nicht zum JESC zurückkehren wird. Ein Grund für diese Entscheidung wurde nicht genannt. | 2017             |

### Kein aktives EBU-Mitglied und daher keine Rückkehr zum JESC
| Land     | Grund und Bemerkung | letzte Teilnahme |
| -------- | --- | ---------------- |
| Belarus  | Am 1. Juli 2021 beendete die EBU die Mitgliedschaft des belarussischen Staatsfernsehens BTRC. Dadurch war eine Teilnahme am Wettbewerb nicht möglich ist. | 2020             |
| Russland | Am 13. Februar 2022 bestätigte das Land seine Teilnahme am Wettbewerb. Am 26. Februar 2022 traten die russischen Staatssender, Rossija 1, WGTRK und Radio Dom Ostankino, ihrerseits jedoch aus der EBU aus, als Reaktion auf den Ausschluss vom Eurovision Song Contest 2022. Am 26. Mai 2022 wurden dann sämtliche russische Sender aus der EBU ausgeschlossen. Eine Teilnahme am Wettbewerb war deshalb ausgeschlossen. | 2021             |

### Absagen und daher kein Debüt beim JESC
| Land                    | Grund und Bemerkung |
| ----------------------- | --- |
| Andorra                 | Am 26. Mai 2022 gab RTVA bekannt, dass eine Teilnahme Andorras beim Eurovision Song Contest in den nächsten Jahren unwahrscheinlich ist, somit ist eine Teilnahme am JESC ebenfalls unwahrscheinlich. Als Grund wurde genannt, dass der ESC nicht zu den Plänen des Senders gehört. Am 29. Mai 2022 gab der Sender schließlich bekannt, dass man nicht zum ESC 2023 zurückkehren werde. Eine Teilnahme am JESC 2022 ist dadurch ausgeschlossen. |
| Bosnien und Herzegowina | Am 24. März 2022 wurde bekanntgegeben, dass der Sender BHRT vor seiner Schließung steht, nachdem die Bankkonten des Senders gesperrt wurden, wodurch der Sender außerdem Pleite ist. Auf Grund ausstehender Zahlungen an die EBU ist der Sender zudem seit Dezember 2016 von allen Angeboten ausgeschlossen. Am 9. Juni 2022 wurde durch Eurofestivales bekannt, dass das Land nicht beim Wettbewerb 2022 debütieren wird. |
| Estland                 | Am 27. Mai 2022 verkündete ERR, dass Estland nicht am JESC 2022 teilnehmen wird. Finanzielle Einschränkungen wurden als Grund für die Absage genannt. Eine Teilnahme am Wettbewerb in der Zukunft wurde aber nicht ausgeschlossen. |
| Finnland                | Am 20. Mai 2022 gab YLE bekannt, dass das Land 2022 nicht beim Wettbewerb debütieren wird. Als einer der Gründe wurde genannt, dass der Sender keine neuen Kinderstars erschaffen will und dass man sich damit nicht wohlfühlt, wenn Kinder an dieser Art von Wettbewerb teilnehmen. |
| Island                  | Der isländische Sender RÚV entsandte eine Delegation zum Wettbewerb 2021, um diesen zu beobachten. Außerdem wurde die Show mit einer Verzögerung von 2 Stunden und 45 Minuten in Island ausgestrahlt und brachte einen Zuschaueranteil von 96 %, obwohl das Land nicht teilnahm. Der Pressechef, Rúnar Freyr, sagte zu diesem Zeitpunkt, dass es zu früh war eine Aussage zur Teilnahme am Wettbewerb 2022 zu machen. Am 7. Juli 2022 gab der Pressechef bekannt, dass Island 2022 nicht beim JESC debütieren werde. Ein genauer Grund für die Absage wurde nicht genannt. Des Weiteren wurde bekanntgegeben, dass man den Wettbewerb trotz dessen weiter verfolgen will.                                                     |
| Luxemburg               | Am 17. August 2021 bestätigte RTL Télé Lëtzebuerg, dass das Land nicht am Eurovision Song Contest 2022 teilnehmen wird. In der Vergangenheit sagte RTL bereits, dass der Sender ein reiner Nachrichtensender ist, sodass der ESC nicht zum Programm passe. Ebenso wurden in der Vergangenheit öfters finanzielle Hürden als Abstinenzgrund angegeben. Das Land wird somit auch nicht am JESC 2022 teilnehmen. |
| Österreich              | Am 26. Mai 2022 gab der ORF bekannt, dass Österreich beim Wettbewerb 2022 nicht debütieren werde. Genaue Gründe für die Absage wurden nicht genannt. |
| Schottland              | Am 25. August 2022 gab die BBC bekannt, dass das Vereinigte Königreich zum Junior Eurovision Song Contest zurückkehren werde. Dadurch wird Schottland nicht beim JESC 2022 debütieren, da das Vereinigte Königreich bzw. die BBC ein Vorrecht auf die Teilnahme am Wettbewerb hat. |
| Slowakei                | Am 10. Juni 2022 bestätigte RTVS fälschlicherweise gegenüber ESCToday, dass die Slowakei nicht zum Eurovision Song Contest 2023 zurückkehren wird, wodurch eine Teilnahme am JESC ebenfalls unwahrscheinlich schien. Als Grund wurden finanzielle Einschränkungen des Senders und niedrige Zuschauerzahlen beim ESC genannt. Am 12. Juni 2022 gab der Sender jedoch bekannt, dass, auf Grund der Wahl des Generaldirektors, über eine Teilnahme am ESC 2023 bzw. JESC 2022 frühestens im August entschieden werde. Am 26. September 2022 wurde die offizielle Teilnehmerliste für den JESC 2022 bekanntgegeben, auf welcher sich die Slowakei nicht befand. Der Sender äußerte sich außerdem nicht zu den Gründen der Absage. |
| Tschechien              | Am 8. Juni 2022 verkündete ČT, dass Tschechien 2022 nicht beim Junior Eurovision Song Contest debütieren wird. Ein genauer Grund für diese Entscheidung wurde jedoch nicht genannt. |
| Türkei                  | Der türkische Sender TRT äußerte sich nicht zu einer Teilnahme bzw. Nicht-Teilnahme am Wettbewerb. Am 26. September 2022 wurde die offizielle Teilnehmerliste für den JESC 2022 bekanntgegeben, auf welcher sich die Türkei nicht befand. Der Sender äußerte sich außerdem nicht zu den Gründen der Absage. |
| Ungarn                  | Der ungarische Sender Duna Média äußerte sich nicht zu einer Teilnahme bzw. Nicht-Teilnahme am Wettbewerb. Am 26. September 2022 wurde die offizielle Teilnehmerliste für den JESC 2022 bekanntgegeben, auf welcher sich Ungarn nicht befand. Der Sender äußerte sich außerdem nicht zu den Gründen der Absage. |

### Kein aktives EBU-Mitglied und daher kein Debüt beim JESC
| Land          | Grund und Bemerkung |
| ------------- | --- |
| Liechtenstein | Am 9. August 2022 gab die Geschäftsführerin des Senders 1 FL TV, Sandra Woldt, gegenüber Eurovoix bekannt, dass man nicht mehr plant eine EBU-Mitgliedschaft zu beantragen. Der Sender werde sich stattdessen mehr auf Berichterstattung in und für Liechtenstein konzentrieren. Dadurch ist ein Debüt beim Wettbewerb 2022 und bei weiteren Editionen in naher Zukunft ausgeschlossen. |
| Monaco        | Am 10. Dezember 2021 wurde bekanntgegeben, dass die Regierung des Fürstentums Monaco 2022 eine neue öffentliche Rundfunkanstalt mit dem Namen Monte-Carlo Riviera für das Land einrichten wolle, die der EBU beitreten soll und an ESC-Veranstaltungen teilnehmen könnte. Die dazugehörigen Pläne wurden durch den Staatshaushalt 2022 bestätigt, in dem 100.000 € für das Vorhaben vorgesehen waren. Am 19. April 2022 wurde jedoch bekanntgegeben, dass das Land den Start des neuen Rundfunksenders um ein Jahr auf den Sommer 2023 verschiebt. Der frühere monegassische Sender TMC, der nun zum französischen Privatfernsehen TF1 gehört, ist bereits zum Jahreswechsel 2022 aus der EBU ausgetreten. Dadurch kann der Sender bzw. das Land nicht am JESC 2022 teilnehmen, da kein Sender in der EBU vertreten ist. |

## Übertragung

### Fernsehübertragung
| Land                      | Sender                           | Moderation/Kommentar                 | Zuschauer           |
| Teilnehmende Länder       | Teilnehmende Länder              | Teilnehmende Länder                  | Teilnehmende Länder |
| ------------------------- | -------------------------------- | ------------------------------------ | ------------------- |
| Albanien                  | RTSH 1                           | Andri Xhahu                          |                     |
| Albanien                  | RTSH Muzikë                      | Andri Xhahu                          |                     |
| Armenien                  | ARMTV                            | Hamlet Arakelyan & Hrachuhi Utmazyan |                     |
| Frankreich                | France 2                         | Stéphane Bern & Carla Lazzari        | 1,8 Mio.            |
| Georgien                  | 1 TV                             | Nikoloz Lobiladze                    |                     |
| Irland                    | TG 4                             | Sinéad Ní Uallacháin                 | 15 Tsd.             |
| Italien                   | Rai 1                            | Mario Acampa & Francesca Fialdini    | 1,5 Mio.            |
| Kasachstan                | Khabar                           | NN                                   |                     |
| Malta                     | TVM                              | kein Moderator/Kommentar             |                     |
| Niederlande               | NPO 3                            | Bart Arens & Matheu Hinzen           | 279 Tsd.            |
| Nordmazedonien            | MRT 1                            | NN                                   |                     |
| Polen                     | TVP 1                            | Aleksander Sikora                    | 3,2 Mio.            |
| Polen                     | TVP ABC                          | Aleksander Sikora                    | 3,2 Mio.            |
| Polen                     | TVP Polonia                      | Aleksander Sikora                    | 3,2 Mio.            |
| Portugal                  | RTP 1                            | Nuno Galopim & Iolanda Ferreira      | 319 Tsd.            |
| Portugal                  | RTP África                       | Nuno Galopim & Iolanda Ferreira      | 319 Tsd.            |
| Portugal                  | RTP Internacional                | Nuno Galopim & Iolanda Ferreira      | 319 Tsd.            |
| Portugal                  | RTP Internacional América        | Nuno Galopim & Iolanda Ferreira      | 319 Tsd.            |
| Portugal                  | RTP Internacional Ásia           | Nuno Galopim & Iolanda Ferreira      | 319 Tsd.            |
| Serbien                   | RTS 2                            | Kristina Radenković                  | 32 Tsd.             |
| Serbien                   | RTS Svet                         | Kristina Radenković                  | 32 Tsd.             |
| Spanien                   | La 1                             | Tony Aguilar & Julia Varela          | 1,2 Mio.            |
| Spanien                   | RTVE Internacional América       | Tony Aguilar & Julia Varela          | 1,2 Mio.            |
| Spanien                   | RTVE Internacional Asia-Oceanía  | Tony Aguilar & Julia Varela          | 1,2 Mio.            |
| Spanien                   | RTVE Internacional Europa-África | Tony Aguilar & Julia Varela          | 1,2 Mio.            |
| Spanien                   | RTVE Play                        | Tony Aguilar & Julia Varela          | 1,2 Mio.            |
| Spanien                   | RTVE 4K (UHD Spain)              | Tony Aguilar & Julia Varela          | 1,2 Mio.            |
| Ukraine                   | Suspilne Kultura                 | Timur Miroshnychenko                 |                     |
| Vereinigtes Königreich    | BBC iPlayer                      | Lauren Layfield & HRVY               | 700 Tsd.            |
| Vereinigtes Königreich    | BBC One                          | Lauren Layfield & HRVY               | 700 Tsd.            |
| Vereinigtes Königreich    | CBBC                             | Lauren Layfield & HRVY               | 700 Tsd.            |
| Nicht teilnehmende Länder |                                  |                                      |                     |
| Deutschland               | KiKA                             | Constantin Zöller                    | 170 Tsd.            |

### Radioübertragung
| Land                | Sender              | Moderation/Kommentar            |
| Teilnehmende Länder | Teilnehmende Länder | Teilnehmende Länder             |
| ------------------- | ------------------- | ------------------------------- |
| Albanien            | Radio Tirana 1      | Andri Xhahu                     |
| Portugal            | Radio Zig Zag       | Nuno Galopim & Iolanda Ferreira |

## Trivia
- Der JESC 2022 war der erste seit:
  - 2014, bei dem es einen männlichen Sieger gab. Damals gewann der Sänger Vincenzo Cantiello für Italien.
  - 2017, bei dem der Sieger des Online-Votings nicht der Gesamtsieger war. Damals erreichte die Gruppe Fource aus den Niederlanden die meisten Punkte im Online-Voting, wobei der Sieger Russland war. Zudem war es das erste Mal seit 2017, dass keiner der Beiträge 100 oder mehr Punkte vom Online-Voting erhielt.

- Frankreich: Während der zweiten Probe gab es technische Probleme beim Auftritt von Lissandro. Die Aufnahme dieser Probe wurde für die erste Abstimmungsrunde verwendet. Der französische Sender ließ diese Aufnahme auf Anfrage bei der EBU jedoch durch die Aufnahme des Jury-Finales ersetzen.[150]

- Georgien: Mit Iru Chetschanowi war eine ehemalige Siegerin des JESC als Autorin am georgischen Beitrag beteiligt. Sie gewann den Wettbewerb 2011 mit der Gruppe CANDY. Diese trat im Rahmen des Sieger-Medleys auf, wodurch Khechanovi am JESC 2022 sowohl als Autorin als auch als Sängerin mitwirkte.[151]

- Italien und  Polen erreichten sowohl bei den Jurys (42 Punkte) als auch im Online-Voting (53 Punkte) die gleiche Punktzahl.

- Serbien: Beim Jury-Finale gab es während des Auftrittes von Katarina Savić Kameraprobleme sowie Probleme mit dem In-Ear-Gerät.[152] Sie trat nach dem Auftritt der Ukraine erneut auf.[153] Am 11. Dezember 2022 gab die EBU bekannt, dass Savić beim Finale aus medizinischen Gründen nicht live auftreten wird, stattdessen wurde die Aufnahme des Jury-Finales bzw. der zweiten Generalprobe gezeigt.[154]

- Vereinigtes Königreich: Freya Skye konnte aus medizinischen Gründen beim Jury-Finale, der zweiten Generalprobe, nicht live auftreten, stattdessen wurde eine Aufnahme der ersten Generalprobe, welche früher an dem Tag stattfand, gezeigt.[155] Zuvor konnte Skye auch während ihrer zweiten Probe nicht live singen und sie musste mit Playback auftreten. Diese Aufnahme wurde dann für die erste Abstimmungsrunde verwendet.[156]